# Macropus parryi
Macropus parryi es una especie de marsupial de la familia Macropodidae.
Es endémica del este de Australia.